# Basso (Benin)
Basso ist eine Stadt und ein Arrondissement im Departement Borgou im westafrikanischen Staat Benin. Es ist eine Verwaltungseinheit, die der Gerichtsbarkeit der Kommune Kalalè untersteht.

## Demografie und Verwaltung
Gemäß der Volkszählung 2013 des beninischen Statistikamtes INSAE hatte das Arrondissement 17.474 Einwohner, davon waren 8810 männlich und 8664 weiblich.
Von den 76 Dörfern und Quartieren der Kommune Kalalè entfallen neun auf Basso:
1. Banagbasson
2. Banézi
3. Basso
4. Basso-Peulh
5. Gawézi
6. Gbèkona
7. Gorogawo
8. Néganzi
9. Néganzi-Peulh